# Кемпе Лаврентій Гнатович
Лаврентій Гнатович Кемпе (нар. 22 серпня 1901 — пом. 27 січня 1981) — військовик, козак 1-ї сотні полку Чорних запорожців, актор, режисер.

## Життєпис
Народився 22 серпня 1901 року у с. Володарка Київської губернії (тепер смт Київської області).
Козак 1-ї сотні полку Чорних запорожців з 11 лютого 1920 (наказ по кінному полку Чорних запорожців ч. 33 від 20 червня 1920 р.).
| «Наймолодший воїн Армії УНР... один з організаторів повстанських частин у Таращанщині, учасник Першого зимового походу у рядах кінного полку Чорних Запоріжців. У міжвоєнних роках у Галичині та на еміграції в Австрії і Канаді був «видатним актором та режисером». |
Один з організаторів повстанських частин у Таращанщині.
Мистецьку кар'єру почав ще вояком УНР, 1921 року вступивши в Сосновиці (Польща) до Державного прифронтового театру під керівництвом Кречета. Працював у театрах Руденка, М. Коморовського, Ніни Бойко, Ольги Міткевичевої, Панаса Карабіневича, Театрі союзу акторів Йосипа Стадника, «Заграва», театрі ім. Тобілевича, Львівському театрі ім. Лесі Українки та Станіславівському театрі ім. Івана Франка. На еміграції працював у таборових театрах, у Канаді продовжив свою працю як актор і режисер.
Помер у Торонто 27 січня 1981 року. Похований на кладовищі Йорк у Торонто.

## Ролі
- Член суду («Кирка з Льолею, або Львівська спокусниця» Ю. Косача)
- Чорнота («Облога» Ю. Косача)
- Клим Гусак («Шаріка» Я. Барнича)
- Рас («Лев Абісинії» М. Аркаса і М. Чирського).

Вистави «Танок Венери», «День і ніч» Семена Анського (обидві — 1932—1935).

## Особисте життя
Був одружений з актрисою Клавдією Кемпе. Батько актриси й письменниці Віри Ке.